# Laura duPont
Laura duPont (Louisville, 4 maggio 1949 – Durham, 20 febbraio 2002) è stata una tennista statunitense, morta a causa di un tumore all'età di 52 anni.

## Carriera
In carriera ha vinto tre titoli nel singolare e sei titoli di doppio. Nei tornei del Grande Slam ha ottenuto il suo miglior risultato raggiungendo i quarti di finale nel singolare agli US Open nel 1971, e di doppio a Wimbledon nel 1973 e nel 1976, agli Australian Open nel 1975 e agli US Open nel 1976.

## Statistiche

### Singolare

#### Vittorie (3)
| Numero | Anno           | Torneo                                    | Superficie | Avversaria in finale | Punteggio     |
| 1.     | 15 maggio 1977 | WTA German Open, Amburgo                  |            | Heidi Eisterlehner   | 6-1, 6-4      |
| 2.     | 14 agosto 1977 | US Clay Court Championships, Indianapolis |            | Nancy Richey         | 6-4, 6-3      |
| 3.     | 19 agosto 1979 | Canada Open, Toronto                      |            | Brigette Cuypers     | 6-4, 6-7, 6-1 |

### Singolare

#### Finali perse (5)
| Numero | Anno             | Torneo                                    | Superficie | Avversaria in finale | Punteggio     |
| 1.     | 18 aprile 1971   | Carolinas International Tennis, Charlotte |            | Chris Evert          | 2-6, 0-6      |
| 2.     | 17 agosto 1975   | Canada Open, Toronto                      |            | Marcie Louie         | 1-6, 6-4, 4-6 |
| 3.     | 28 novembre 1976 | South African Open, Johannesburg          |            | Brigette Cuypers     | 7-6, 4-6, 1-6 |
| 4.     | 2 ottobre 1977   | Eckerd Tennis Open, Palm Harbor           |            | Virginia Ruzici      | 4-6, 6-4, 2-6 |
| 5.     | 11 giugno 1978   | Kent Championships, Beckenham             |            | Evonne Goolagong     | 4-6, 2-6      |

### Doppio

#### Vittorie (6)
| Numero | Anno              | Torneo                                       | Superficie  | Compagna           | Avversarie in finale             | Punteggio     |
| 1.     | 28 novembre 1976  | South African Open, Johannesburg             |             | Valerie Ziegenfuss | Yvonne Vermaak Elizabeth Vlotman | 6-1, 6-4      |
| 2.     | 13 gennaio 1980   | Avon Championships of Cincinnati, Cincinnati | Sintetico   | Pam Shriver        | Mima Jaušovec Ann Kiyomura       | 6-3, 6-3      |
| 3.     | 28 marzo 1980     | Carlsbad Classic, Carlsbad                   | Cemento     | Pam Shriver        | Rosie Casals Joanne Russell      | 6-7, 6-4, 6-1 |
| 4.     | 27 settembre 1981 | Toyota Classic, Atlanta                      | Cemento     | Betsy Nagelsen     | Rosie Casals Candy Reynolds      | 6-4, 7-5      |
| 5.     | 24 ottobre 1982   | Japan Open Tennis Championships, Tokyo       | Cemento     | Barbara Jordan     | Naoko Satō Brenda Remilton       | 6-2, 6-7, 6-1 |
| 6.     | 6 novembre 1982   | Hong Kong Open, Hong Kong                    | Terra rossa | Alycia Moulton     | Yvonne Vermaak Jennifer Mundel   | 6-2, 4-6, 7-5 |

### Doppio

#### Finali perse (9)
| Numero | Anno              | Torneo                                        | Superficie  | Compagna         | Avversarie in finale                 | Punteggio     |
| 1.     | 22 agosto 1971    | Pennsylvania Lawn Tennis Championship, Merion |             | Marjorie Gengler | Lesley Turner Bowrey Helen Gourlay   | 7-5, 1-6, 1-6 |
| 2.     | 12 gennaio 1975   | ASB Classic, Auckland                         |             | Cecilia Martinez | Evonne Goolagong Wendy Turnbull      | 3-6, 6-4, 4-6 |
| 3.     | 23 maggio 1976    | WTA German Open, Amburgo                      |             | Wendy Turnbull   | Linky Boshoff Ilana Kloss            | 6-4, 5-7, 1-6 |
| 4.     | 15 agosto 1976    | US Clay Court Championships, Indianapolis     |             | Wendy Turnbull   | Linky Boshoff Ilana Kloss            | 2-6, 3-6      |
| 5.     | 17 settembre 1978 | WTA San Antonio, San Antonio                  |             | Françoise Dürr   | Ilana Kloss Marise Kruger            | 1-6, 4-6      |
| 6.     | 5 novembre 1978   | WTA Argentine Open, Buenos Aires              | Terra rossa | Regina Maršíková | Françoise Dürr Valerie Ziegenfuss    | 6-1, 4-6, 3-6 |
| 7.     | 25 novembre 1979  | Brighton International, Brighton              | Sintetico   | Ilana Kloss      | Ann Kiyomura Anne Smith              | 2-6, 1-6      |
| 8.     | 20 gennaio 1980   | Avon Championships of Kansas, Kansas City     |             | Pam Shriver      | Billie Jean King Martina Navrátilová | 3-6, 1-6      |
| 9.     | 18 ottobre 1982   | Borden Classic, Tokyo                         | Cemento     | Barbara Jordan   | Naoko Satō Brenda Remilton           | 6-2, 3-6, 3-6 |